# Emenda Platt

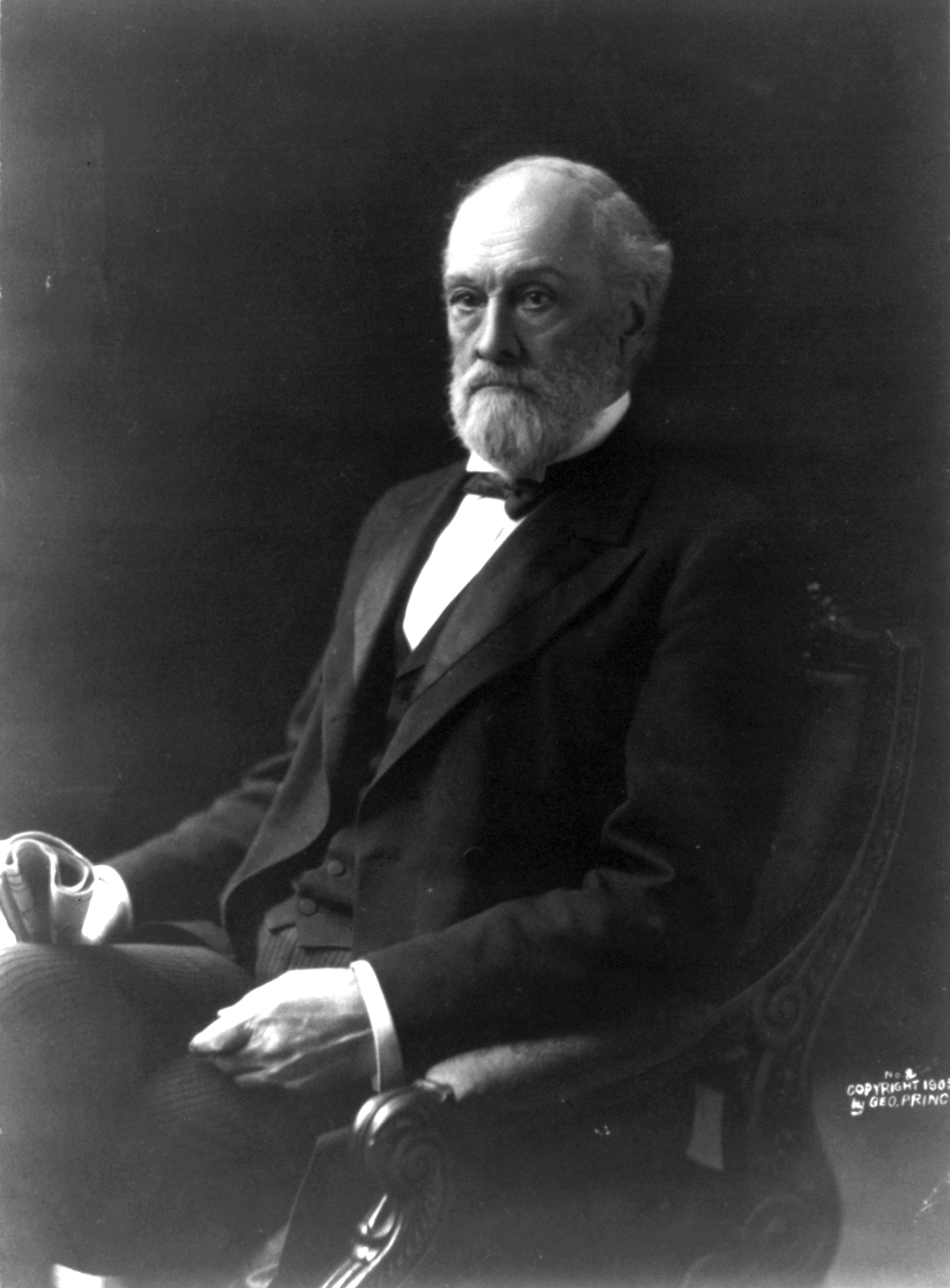
Senador Orville H. Platt, criador da Emenda Platt

Em 2 de março de 1901, a Emenda Platt foi aprovada como parte do Projeto de Lei de Dotações do Exército de 1901. Estipulou sete condições para a retirada das tropas dos Estados Unidos que permaneceram em Cuba no final da Guerra Hispano-Americana, e uma oitava condição para que Cuba assine um tratado aceitando essas sete condições. Definiu os termos das relações cubano-EUA essencialmente como sendo desiguais do domínio dos EUA sobre Cuba.
Em 12 de junho de 1901, Cuba emendou sua constituição para conter, palavra por palavra, as sete exigências aplicáveis da Emenda Platt.
Em 22 de maio de 1903, Cuba celebrou um tratado com os Estados Unidos para fazer o mesmo, exigindo sete promessas: o Tratado de Relações Cubano-Americano de 1903.  Duas das sete promessas eram permitir aos Estados Unidos intervir unilateralmente nos assuntos cubanos e uma promessa de arrendar terras para os Estados Unidos para bases navais na ilha. O Tratado de Relações Cubano-Americano de 1934 substituiu o Tratado de Relações de 1903 e retirou três das sete promessas.
O Tratado de Relações de 1903 foi usado como justificativa para a Segunda Ocupação de Cuba de 1906 a 1909. Em 29 de setembro de 1906, o Secretário da Guerra (e futuro presidente dos Estados Unidos) William Howard Taft iniciou a Segunda Ocupação de Cuba quando estabeleceu o Governo Provisório de Cuba nos termos do tratado (artigo três), declarando-se Governador Provisório de Cuba. Em 23 de outubro de 1906, o presidente Roosevelt emitiu a Ordem Executiva 518, ratificando a ordem.
Em 29 de maio de 1934, os Estados Unidos e Cuba assinaram o Tratado de Relações de 1934, que em seu primeiro artigo revoga o Tratado de Relações de 1903.

## História

### Antecedentes
Durante a Guerra Hispano-Americana, os Estados Unidos mantiveram um grande arsenal militar em Cuba para proteger as possessões americanas e mediar as relações espanhol-cubanas. Em 1899, a administração McKinley decidiu-se pela ocupação como uma resposta ao surgimento de um governo revolucionário em Cuba após o fim do controle espanhol.

### Protetorado
O dispositivo dá exemplos, na prática, da aplicação da chamada Política do Big Stick (na qual usava a força do exército para resolver problemas em um de seus estados), formulada pelo presidente estadunidense Theodore Roosevelt.
Nos anos seguintes, os investimentos estadunidenses na ilha ampliaram-se consideravelmente, fomentando a produção açucareira e os setores de transporte, serviços e de turismo.
A Emenda Platt manteve Cuba como um "protetorado" estadunidense até 1933, quando "Revolta dos Sargentos" conduziu ao poder Fulgêncio Batista, soldado e ditador, que governou Cuba duas vezes: de 1933 a 1944, e novamente após um golpe de Estado de 1952 a 1959, apoiado pelos Estados Unidos, se tornou ditador, encarcerando seus oponentes, usando métodos terroristas e fazendo fortuna para si e para seus aliados. 
Fidel Castro considera que "a Emenda Platt e o colonialismo econômico que ela trouxe à ilha" foi uma das causas da revolução de 1959: "A Revolução foi produto do domínio imperial".  Desse modo, o regime de Fidel Castro manipulava a oposição ao imperialismo em benefício de seu regime, em uma constante luta contra o forte imperialismo americano na época. Políticas deste tipo foram implementadas pelos estadunidenses em diversos outros países da América Latina.

## A emenda

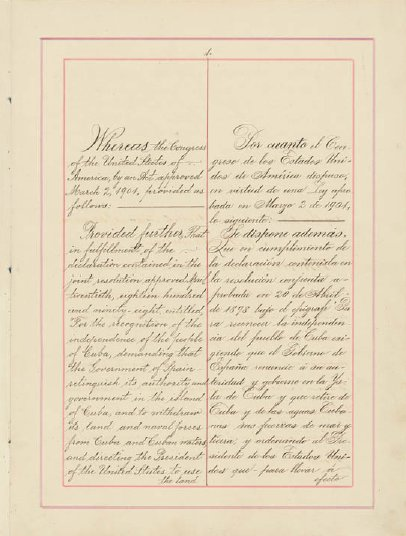
Emenda Platt, p. 1.

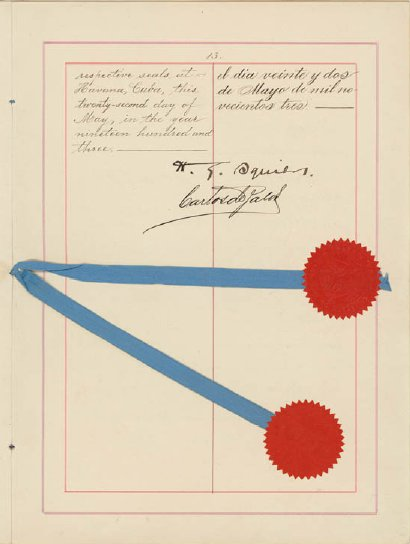
Emenda Platt, p. 2.

A Emenda Platt delineou o papel dos Estados Unidos em Cuba e no Caribe, limitando o direito de Cuba de fazer tratados com outras nações e restringindo Cuba na condução da política externa e nas relações comerciais. Também estabeleceu que as fronteiras de Cuba não incluiriam a Ilha de Pinos (Ilha da Juventude) até que seu título pudesse ser estabelecido em um futuro tratado, e que Cuba deve vender ou arrendar terras para os Estados Unidos necessárias para a extração de carvão ou desenvolvimento de estações navais.
Diz:
Preâmbulo: Pelo reconhecimento da independência do povo de Cuba, exigindo que o Governo da Espanha renuncie à sua autoridade e governo na ilha de Cuba, e retire suas forças terrestres e navais de Cuba e das águas cubanas, e dirigindo o Presidente do Os Estados Unidos usarão as forças terrestres e navais dos Estados Unidos para levar a efeito essas resoluções, o Presidente fica autorizado a "deixar o governo e o controle da ilha de Cuba para seu povo" assim que um governo seja estabelecido na referida ilha, ao abrigo de uma constituição que, quer como parte dela quer por decreto a ela anexa, definirá as futuras relações dos Estados Unidos com Cuba.

I. Que o governo de Cuba nunca deverá celebrar qualquer tratado ou outro pacto com qualquer potência ou potências estrangeiras que possam prejudicar ou tender a prejudicar a independência de Cuba, nem de forma alguma autorizar ou permitir que qualquer potência ou poderes estrangeiros obtenham por colonização ou para fins militares ou navais ou outros, alojamento ou controle sobre qualquer parte da referida ilha.
II. Que o referido governo não assumirá ou contrairá qualquer dívida pública, para pagar os juros sobre os quais, e para fazer uma provisão de fundo de amortização razoável para a liquidação final, as receitas ordinárias da ilha, após custear as despesas correntes do governo, serão inadequadas .
III. Que o governo de Cuba consinta que os Estados Unidos exerçam o direito de intervir pela preservação da independência cubana, pela manutenção de um governo adequado à proteção da vida, da propriedade e da liberdade individual e pelo cumprimento das obrigações com respeito a Cuba imposta pelo tratado de Paris aos Estados Unidos, agora a ser assumida e assumida pelo governo de Cuba.
IV. Que todos os Atos dos Estados Unidos em Cuba durante sua ocupação militar sejam ratificados e validados, e todos os direitos legais adquiridos de acordo com os mesmos sejam mantidos e protegidos.
V. Que o Governo de Cuba executará, e na medida do necessário, os planos já formulados ou outros planos a serem mutuamente pactuados, para o saneamento das cidades da ilha, a fim de que haja reincidência de doenças epidêmicas e infecciosas as doenças podem ser prevenidas, assegurando-se assim proteção ao povo e ao comércio de Cuba, bem como ao comércio dos portos do sul dos Estados Unidos e às pessoas que neles residem.
VI. Que a Ilha de Pines seja omitida dos limites constitucionais propostos para Cuba, o título sendo deixado para futuro ajuste por tratado.
VII. Que para permitir aos Estados Unidos manter a independência de Cuba, e para proteger seu povo, bem como para sua própria defesa, o governo de Cuba venderá ou arrendará aos Estados Unidos as terras necessárias para carvão ou estações navais em determinados pontos a serem acordados com o Presidente dos Estados Unidos.

VIII. Que, a título de garantia, o Governo de Cuba incorporará as disposições anteriores em um tratado permanente com os Estados Unidos.
Depois que o presidente dos Estados Unidos, Theodore Roosevelt, retirou as tropas federais da ilha em 1902, Cuba assinou o tratado no ano seguinte, após o qual Cuba executou um arrendamento de terras para os Estados Unidos para uma estação naval e de carvão na Baía de Guantánamo.